# 彼得·曼考尔
彼得·曼考尔（英語：Peter Mancall；1959年6月18日—）是南加州大学的历史学教授，研究重点是美国殖民史、美洲印第安人和早期现代大西洋世界。

## 生平
1981年毕业于欧柏林学院，后就读于哈佛大学研究生院，于1986年获历史学博士学位。1986年至1987年任康涅狄格大学历史系客座助理教授。在哈佛大学任历史和文学讲师两年后，1989年任职于堪萨斯大学。2001年，任职于南加州大学，2003年帮助创建南加州大学-亨廷顿早期现代研究所，成为该所的第一任所长。曾在多个期刊的编辑委员会任职，2007年至2009年，任南加州大学研究进展副教务长。2019-2020学年担任牛津大学美国历史学哈姆斯沃思教授。
著有六本书，编有八本书，在《美国历史评论》、 《美国历史杂志》、《经济史杂志》、《早期共和国杂志》等期刊上发表了四十本书的评论。接受了《牛津美国史》系列的第一卷的要约，该卷涵盖美国殖民史，写到1680年。

## 著作
- 《机会谷：萨斯奎哈纳河上游的经济文化》，伊萨卡和伦敦：康奈尔大学出版社，1991年
- 《致命药：美国早期的印第安人和酒精》，伊萨卡和伦敦：康奈尔大学出版社，平装本，1997年
- 《在帝国的边缘：英属北美的偏远地区》（与埃里克·辛德勒合著），巴尔的摩：约翰·霍普金斯大学出版社，2003年
- 《哈克卢特的承诺：伊丽莎白时代对美国英语的痴迷》，纽黑文：耶鲁大学出版社，2007年
- 《致命旅程：亨利·哈德森的最后探险——北极叛变与谋杀的故事》，基本书籍，2009年
- 《现代大西洋早期的自然与文化》，宾夕法尼亚大学出版社，2017年